# Valença (freguesia)
Valença is een plaats (freguesia) in de Portugese gemeente Valença en telt 3483 inwoners (2001).

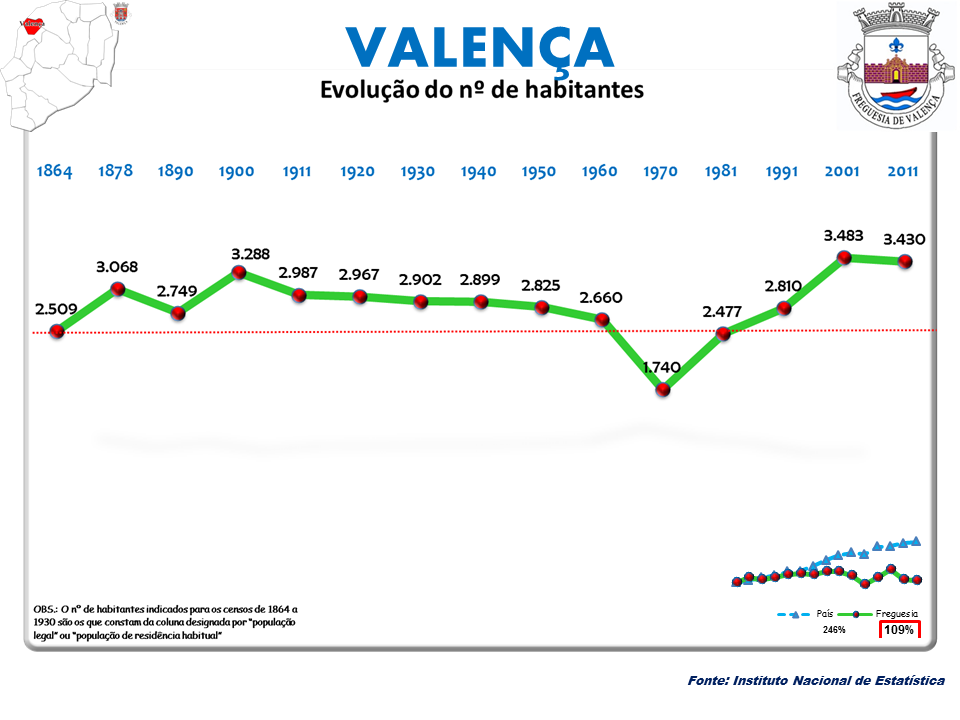
Bevolkingsontwikkeling tussen 1864 en 2011